# Потребителска култура
Потребителската култура или консуматорство (на английски: consumerism) е социална и икономическа система, която насърчава потреблението на продукти и услуги като основна ценност. Терминът потребителска култура се използва от различни социални критици за описание на типичното потребителско поведение, особено в западния свят. Потребителската култура е не просто описание на културата на потреблението на определено място, а критично понятие, което включва критика на идеологията и практиката на капитализма и поведението на корпоративния сектор. Това твърдение е част от социален анализ, който показва, че съвременната потребителска култура се насочва от големите корпорации към прекомерно и сляпо лично потребление. В допълнение, критиката показва, че основният инструмент на тези корпорации за промяна на съзнанието на потребителите е рекламата, която създава изкуствено търсене. За да се ограничи културата на потребление, възможно е също така първоначално да се намали консумацията на продуктите и те да се използват отново.

## Значение на рекламата в потребителската култура
Повечето критици на съвременната потребителска култура гледат на маркетинга чрез реклама и чрез средствата за масова информация като на източник на разпространение на потреблението като ключова ценност на западното богатство и като ключов фактор за създаването на изкуственото търсене, улесняващо това потребление. Огромни корпоративно спонсорирани медии чрез видими и скрити реклами в печата, телевизията, интернет, плакати на открито и др. не само популяризират продукт или разпространяват информацията за продукта, но според тези критици създават ценностна система, предназначена да обучава и привиква тълпата към ценностите и философията на свръхпотреблението, независимо от истинските нужди на хората.